# Near East School of Theology

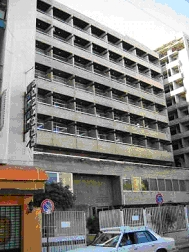
Near East School of Theology in Beirut

Die Near East School of Theology Beirut (NEST) ist eine von vier Trägerkirchen (Armenisch-Protestantische Kirche, Presbyterian Synod of Syria and Lebanon, Église Nationale Évangélique de Beyrouth (Evangelische Landeskirche von Beirut), Episkopalkirche von Jerusalem und dem Nahen Osten) getragene kirchliche Hochschule mit protestantischem Profil, eine der wenigen Ausbildungszentren für den künftigen Klerus der kleinen, aber bedeutsamen protestantischen Kirchen im Nahen Osten. Mit ihrer Lage in Ras Beirut im Zentrum der Stadt ist sie, anders als zahlreiche andere theologische Ausbildungsstätten, mit den allgemeinen Geschehnissen im Libanon direkt verknüpft. Sie teilt sich einige Räumlichkeiten mit dem Middle East Council of Churches (MECC), mit dem sie als Teil der ökumenischen Bewegung auch inhaltlich eng verbunden ist.

## Ausbildung
Der Unterricht ist am amerikanischen Ausbildungssystem (BDiv, Master of Divinity etc.) orientiert und findet während zweier Semester pro akademischem Jahr in englischer Sprache statt. Der Lehrkörper setzt sich aus einem Team aus internationalen und libanesisch-syrischen Professoren zusammen, wobei für jedes theologische Fach (Altes Testament, Neues Testament, Systematische Theologie, Kirchengeschichte, Praktische Theologie) eine Doppelbesetzung angestrebt wird. Neben dem für theologische Hochschulen üblichen Programm ist die islamwissenschaftliche Ausbildung wichtiger Teil des akademischen Programms und wird von einem weiteren, islamwissenschaftlich qualifizierten Fakultätsmitglied gewährleistet.
Die Bibliothek ist mit über 42 000 Bänden und ca. 80 Zeitschriften eine der bedeutendsten Sammlungen zu nahöstlicher protestantischer Theologie und Nahostkirchenkunde, hat ausgezeichnete Bestände in Islam- und Ökumenewissenschaften. Neben dem englischen Hauptbestand der Bibliothek finden sich Werke in arabischer, armenischer, deutscher und französischer Sprache.
Seit 2000 bietet die an ausländischen Studierenden interessierte NEST in Kooperation mit dem Evangelischen Missionswerk in Südwestdeutschland (EMS) ein „Studienjahr im Mittleren Osten“ (SiMO) für deutsche Theologiestudenten ab dem Hauptstudium an, das neben der Teilnahme am allgemeinen akademischen Programm der NEST auch Kurse in Nahostkirchenkunde beinhaltet. Für das akademische Jahr 2006/07 wurde das Programm wegen des israelisch-libanesischen Krieges im Sommer 2006 ausgesetzt, eine Wiederaufnahme ist jedoch mit dem akademischen Jahr 2007/08 erfolgt.
Darüber ist seit einigen Jahren ein gemeinsames Postgraduate-Studium (Abschluss: S.T.M. in Ministry) mit dem McCormick Theological Seminary in Chicago etabliert, das weiter ausgebaut werden soll.

## Geschichte
Die Near East School of Theology wurde in der heutigen Form 1932 etabliert, als die School for Religious Workers (Beirut) mit der School of Religion (Athen) in Beirut fusionierte. Der libanesische Teil geht jedoch wie die Amerikanische Universität Beirut auf das von amerikanischen Missionaren gegründete Syrian Protestant College zurück. Beide wurden seit dem Jahr als eigenständige Institutionen fortgeführt, die bis heute in Teilbereichen eng zusammenarbeiten.
Die internationale Ausrichtung der NEST ist also keine Erscheinung der letzten Jahrzehnte, sondern war schon immer Teil ihres besonderen akademischen Profils. Sowohl die internationale Besetzung der Fakultät, wie auch die englische Unterrichtssprache waren schon weit vor dem Zweiten Weltkrieg feste Bestandteile der Ausbildung.
1971 zog die NEST dann in ihr neues, gut ausgestattetes Gebäude in Ras Beirut, nur zwei Straßenzüge von der Amerikanischen Universität entfernt, wo sie auch während des libanesischen Bürgerkrieges und noch bis heute blieb.

## Veröffentlichungen
Die Universität publiziert seit 1978 quartalsweise die Zeitschrift The Near East School of Theology Theological Review, in der englisch- und arabischsprachige Artikel zu verschiedenen Themenbereichen nahöstlichen Christentums und des Dialogs mit dem Islam veröffentlicht werden.